# کیریلوف (شهر)
شهر کیریلوف (به روسی: Кириллов) در کشور روسیه و در اوبلاست ولوگدا واقع شده‌است.